# Augustus Rhodes Sollers
Augustus Rhodes Sollers (* 1. Mai 1814 bei Prince Frederick, Calvert County, Maryland; † 26. November 1862 ebenda) war ein US-amerikanischer Politiker. Zwischen 1841 und 1843 sowie nochmals von 1853 bis 1855 vertrat er den Bundesstaat Maryland im US-Repräsentantenhaus.

## Werdegang
Augustus Sollers besuchte die öffentlichen Schulen seiner Heimat. Nach einem anschließenden Jurastudium und seiner 1836 erfolgten Zulassung als Rechtsanwalt begann er in Prince Frederick in diesem Beruf zu arbeiten. Gleichzeitig schlug er als Mitglied der Whig Party eine politische Laufbahn ein. Bei den Kongresswahlen des Jahres 1840 wurde er im siebten Wahlbezirk von Maryland in das US-Repräsentantenhaus in Washington, D.C. gewählt, wo er am 4. März 1841 die Nachfolge von Daniel Jenifer antrat. Bis zum 3. März 1843 konnte er zunächst nur eine Legislaturperiode im Kongress absolvieren. Diese Zeit war von den Spannungen zwischen Präsident John Tyler und den Whigs bestimmt. Außerdem wurde damals bereits über eine mögliche Annexion der seit 1836 von Mexiko unabhängigen Republik Texas diskutiert.
Nach dem vorläufigen Ende seiner Zeit im US-Repräsentantenhaus praktizierte Sollers wieder als Anwalt. Im Jahr 1851 war er Delegierter auf einer Versammlung zur Überarbeitung der Verfassung von Maryland. Bei den Kongresswahlen des Jahres 1852 wurde er im sechsten Distrikt seines Staates erneut in den Kongress gewählt, wo er am 4. März 1853 Joseph Stewart Cottman ablöste. Bis zum 3. März 1855 absolvierte Sollers eine weitere Amtszeit im US-Repräsentantenhaus, die von den Ereignissen im Vorfeld des Bürgerkrieges geprägt war.
Nach dem endgültigen Ende seiner Zeit im Kongress betätigte sich Augustus Sollers wieder als Rechtsanwalt. Er starb am 26. November 1862 nahe Prince Frederick.